# Naruse (Klan)
Die Naruse (japanisch 成瀬氏, Naruse-shi) waren eine Familie des japanischen Schwertadels (Buke), die sich von Fujiwara Tadamichi (藤原 忠道; 1097–1164) ableitete.

## Genealogie
- Masakazu (正一; 1538–1620) diente Tokugawa Ieyasu.[1]
- Masanari (正成; 1567–1625), der älteste Sohn, erhielt nach der Schlacht von Sekigahara Kurihara[A 1] in der Provinz Shimousa mit einem Einkommen von 34.000 Koku. Er diente den Tokugawa in Nagoya und wurde 1616 mit der Führung der Burg Inuyama samt Lehen mit ebenfalls von 34.000 beauftragt.[2] Dort lebten sein ältester Sohn und dessen Nachkommen bis zum Ende der Tokugawa-Zeit. 1868 erhielt das Oberhaupt den Daimyō-Rang, nach der Meiji-Restauration den Titel Vizegraf.
- Yukinari (之成; ?(ggf.1596)–1634), dessen zweiter Sohn, erhielt 1616 Kurihara mit 15.000 Koku,[3] was mit seinem Tod an seinen einjährigen Sohn Yukitora (之虎) überging, der jedoch bereits 1639 starb, wodurch das Lehen wieder an das Shogunat zurückfiel.[4]

Beim großen Nobi-Erdbeben 1891 wurde die Reste der Burg Inuyama zerstört, der Burgturm wurde stark beschädigt. Der Staat gab daraufhin die Anlage an die Familie Naruse zurück mit der Auflage, den Burgturm zu reparieren. Die Burg kam so – als Ausnahme – in Privatbesitz.